# '74 Jailbreak
'74 Jailbreak — мініальбом австралійського хард-рок гурту AC/DC, випущений 18 жовтня 1984 року у США, Канаді та Японії. Продюсерами були Гаррі Ванда і Джордж Янг, які вже продюсували перші альбоми AC/DC. Композиції в цьому альбомі були записані з 1974 по 1976 рік.

## Про альбом
'74 Jailbreak не містить нових пісень, а лише композиції, раніше опубліковані тільки в Австралії. Так, перша композиція «Jailbreak» взята з австралійською версії альбому Dirty Deeds Done Dirt Cheap (1976), а інші чотири композиції з австралійської версії альбому High Voltage (1975). Пісня «Jailbreak» вийшла окремим синглом і до неї був знятий відеокліп.
В 2003 році '74 Jailbreak був перевиданий в рамках серії AC/DC-Remasters. Альбом досяг максимального рівня продажів в США і йому був присвоєний платиновий статус від RIAA за тираж понад 1 000 000 екземплярів у січні 2001 року.

## Список композицій
Всі пісні написані Ангусом Янґом, Малколмом Янґом і Боном Скоттом, крім позначених окремо.
| #  | Назва                        | Автор           | Тривалість |
| -- | ---------------------------- | --------------- | ---------- |
| 1. | «Jailbreak»                  |                 | 4:40       |
| 2. | «You Ain't Got a Hold on Me» |                 | 3:31       |
| 3. | «Show Business»              |                 | 4:46       |
| 4. | «Soul Stripper»              | M. Янґ, A. Янґ  | 6:25       |
| 5. | «Baby, Please Don't Go»      | Біґ Джо Вільямс | 4:50       |

## Цікаві факти
- Дев'ять інших композицій з австралійських альбомів AC/DC або B-сайди синглів не були офіційно видані для міжнародної аудиторії тривалий час, поки в 2009 році не увійшли в бокс-сет Backtracks:
  - Can I Sit Next to You Girl і «Rockin 'in the Parlour» (з синглу «Can I Sit Next to You Girl», з вокалістом Дейвом Евансом)
  - «Stick Around» і «Love Song» (з альбому High Voltage)
  - «R.I.P. (Rock in Peace)» (з альбому Dirty Deeds Done Dirt Cheap)
  - «Fling Thing» (з синглу «Jailbreak») (пізніше вийшла як «Bonny» на Live: 2 CD Collector's Edition)
  - «Crabsody In Blue» (з австралійської версії альбому Let There Be Rock)
  - «Carry Me Home» (з синглу «Dog Eat Dog»)
  - «Cold Hearted Man» (з європейської вінілової версії  Powerage )

## Учасники запису
- Бон Скотт — вокал
- Анґус Янґ — електрогітара
- Малколм Янґ — ритм-гітара, бек-вокал
- Жорж Янґ, Марк Еванс — бас-гітара
- Пітер Клек, Тоні Карренті, Філ Радд — барабани, бек-вокал у «Jailbreak»